# Brian MacLaren
Brian MacLaren, född 21 december 1943, är en friidrottare från Kanada. Han deltog vid olympiska sommarspelen 1968 och olympiska sommarspelen 1972.